# Rózsaméh
A rózsaméh (Megachile centuncularis) a rovarok (Insecta) osztályának hártyásszárnyúak (Hymenoptera) rendjébe, ezen belül a fullánkosdarázs-alkatúak (Apocrita) alrendjébe és a művészméhek (Megachilidae) családjába tartozó faj.

## Elterjedése
A rózsaméh Közép-Európában a magashegységek kivételével szinte mindenütt elterjedt. A rózsaméhek sok helyütt előfordulnak Európában, Ázsiában, Észak-Amerikában és Afrikában is. A rózsaméhek nagyon elterjedtek, de többnyire nem gyakoriak.

## Megjelenése
A nőstény hossza 12 milliméter, a hím hossza 11 milliméter. A hím és a nőstény hasonlít a házi méhre, de sötétebbek, és potrohuk lekerekítettebb. Éles, ollószerű szájszerveivel az állat darabkákat vág ki a levelekből. Nagy összetett szeme van, amely jó tájékozódást tesz lehetővé. A nőstény potroha alatt található gyűjtőkefe, a virágport gyűjti össze, miközben a méh nektárt iszik. A rózsaméhek szőrösebbnek tűnnek a házi méhnél.

## Életmódja
A rózsaméhek nem alkotnak államot, hanem mindegyik nőstény készít magának egy saját fészket. A rózsaméh a fészek építése közben sok levelet szétvág. A fészek számos különálló sejtből áll, ezek egyenként 15-20 ovális levéldarabkából készülnek. Egy sejt elkészítése 2,5 óráig is tarthat, míg az élelmezés akár öt órát is igénybe vehet. A nőstény mindaddig épít fészket, míg végül elpusztul. Tápláléka nektár és virágpor. A rózsaméh akár két kilométerre is elrepül, hogy táplálékhoz jusson. A nőstény 2 hónapig, a hím 1 hónapig él.

## Szaporodása
Az anyarovar az utódok kikelése előtt elpusztul ugyan, de még idejében gondoskodik róluk. Minden petét külön-külön parányi sejtbe rak, amely gazdag nektár- és pollenraktár is egyben. Ez a táplálék kikelésükig elegendő. A sejteket elzárja levelek és nyál keverékével. A megtermékenyítetlen petékből lesznek a hímek, ezek sejtjei a fészek szélén helyezkednek el. A kikelés a következő tavasszal történik meg.

## Rokon fajok
A rózsaméhnek közeli rokona a Megachile rotundata, amely Afrikából származik és fontos szerepe van a lucerna beporzásában.